# Salzgrieskaserne
Die Salzgrieskaserne am Salzgries 10–16 im 1. Wiener Gemeindebezirk war die einzige Kaserne innerhalb der Befestigungsanlagen von Wien. 
Baubeginn für die Salzgrieskaserne war am 7. Juli 1745. Bezogen wurde das nach Plänen des städtischen Baumeisters Daniel Dietrich errichtete Bauwerk durch das Infanterieregiment Kolowrat am 12. März 1748. Im Jahr 1880 wurde die Kaserne der k.u.k. Armee abgebrochen und das frei gewordene Areal verkauft. Im Erdgeschoß befanden sich Salzstadeln, die sich im Besitz des „Kameralgefällen-Aerars“ befanden, am 27. September 1844 wurden diese von der Gemeinde Wien erworben.